# Agrippina mladší
Iulia Agrippina (6. listopadu 15 nebo 16, Oppidum Ubiorum, dnes Kolín nad Rýnem – březen 59, Kampánie), zvaná na odlišení od své matky Agrippina mladší (latinsky Agrippina minor), byla dcera vojevůdce Germanika a Agrippiny starší, dcery Marka Vipsania Agrippy a vnučky Augusta. Její syn Nero se stal v pořadí pátým římským císařem, ona sama byla pět let provdána za čtvrtého císaře Claudia.

## Život

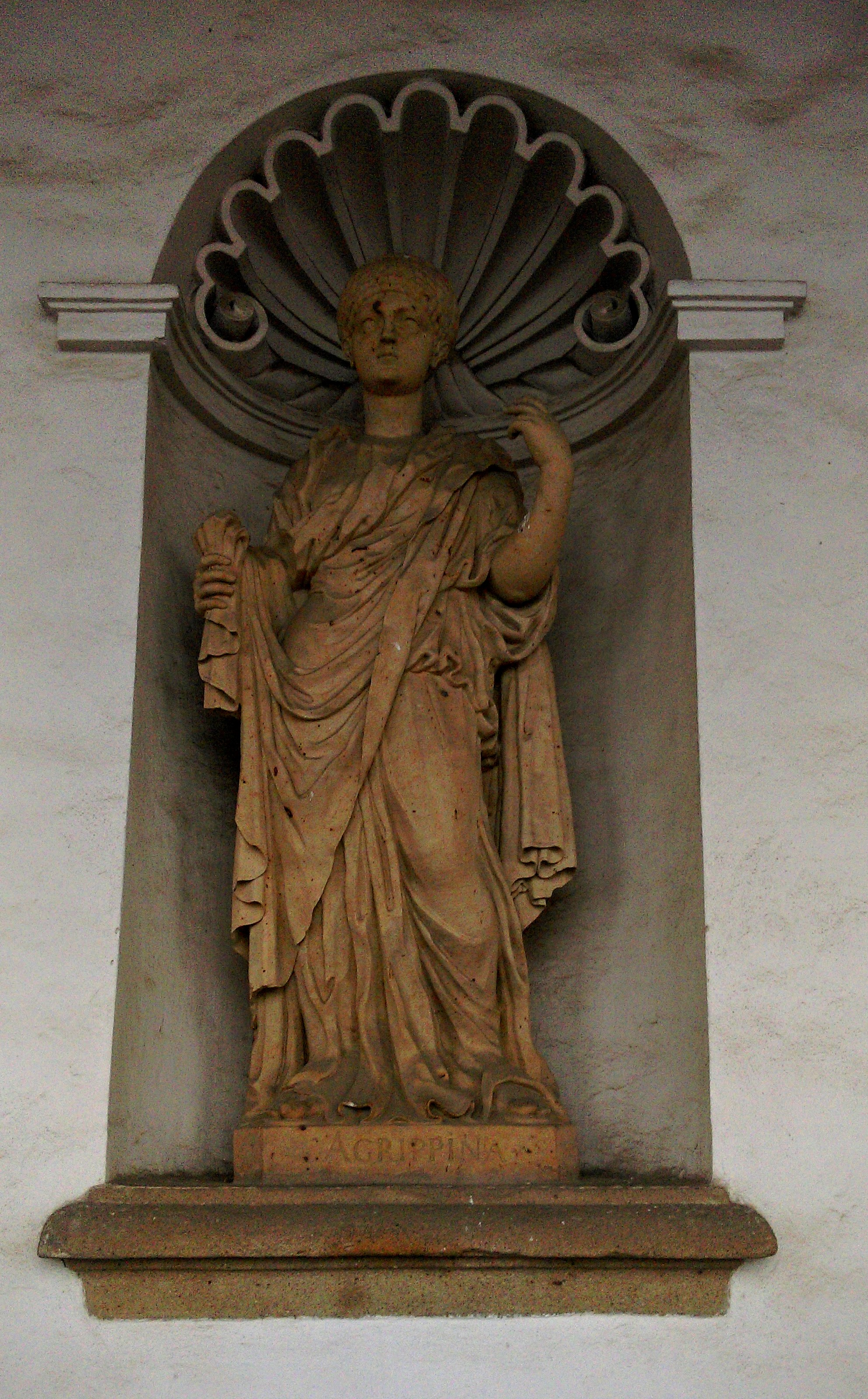
Socha Agrippiny v kolonádě Květné zahrady v Kroměříži

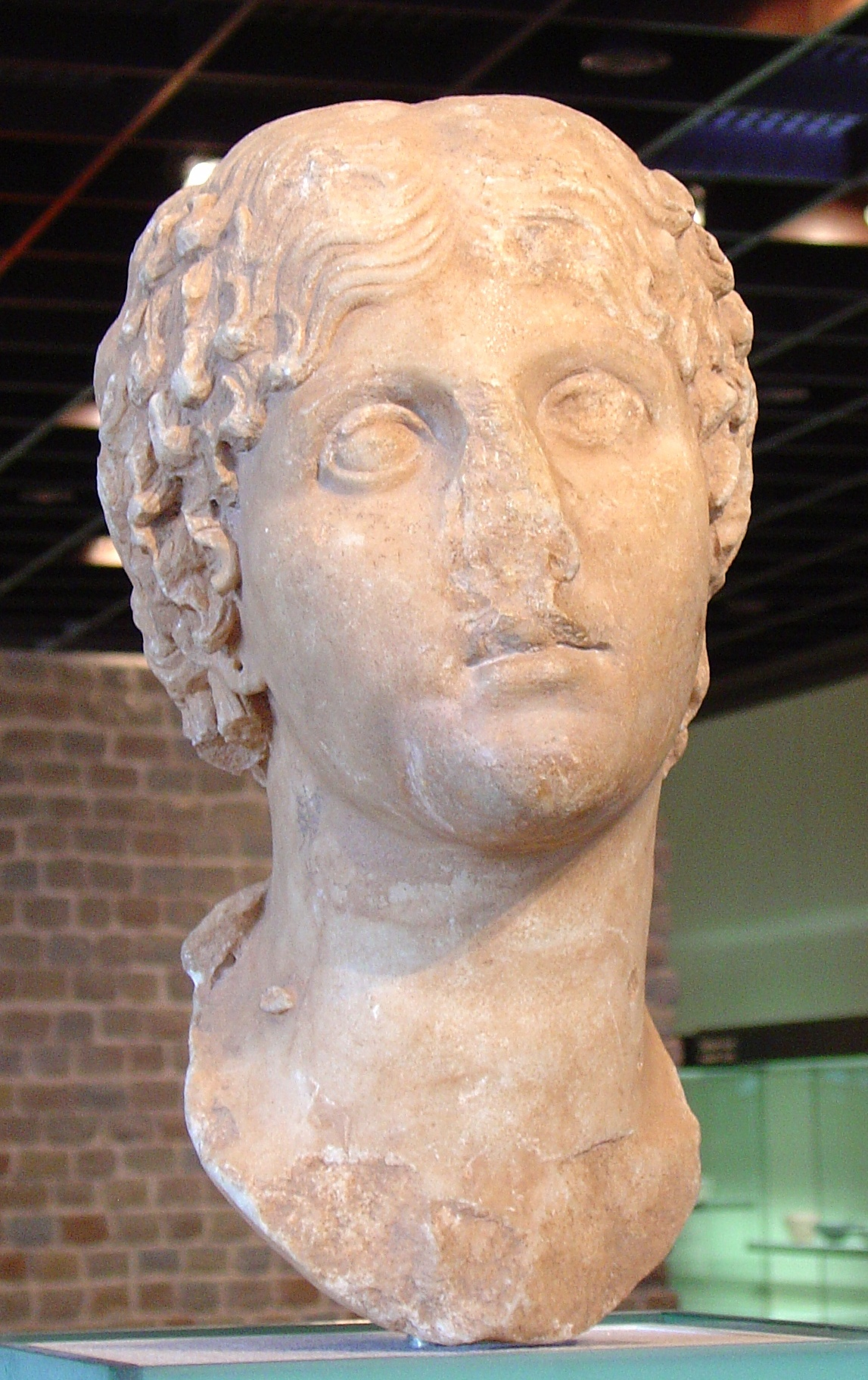
Busta Agrippiny mladší

Agrippina přišla na svět v sídlišti Ubiů na Rýně, v době, kdy její otec velel legiím v Germánii. O jejím dětství nejsou známy bližší podrobnosti. Roku 28 ji provdali za pozdějšího konzula Gnaea Domitia Ahenobarba, jemuž roku 37 porodila jediného syna Lucia, pozdějšího císaře Nerona. Její bratr Caligula, který se téhož roku stal císařem, ji spolu s oběma sestrami Drusillou a Livillou dal zpočátku uctívat jako bohyni, po Drusillině smrti ji však kvůli údajnému komplotu poslal do vyhnanství na Pontinské ostrovy. Odtud se směla vrátit až po Caligulově zavraždění v roce 41, kdy se císařem stal její strýc Claudius.
V době svého návratu byla už dva roky vdovou, a uzavřela proto nový sňatek se senátorem Gaiem Sallustiem Crispem Passienem, který se na Claudiovo naléhání musel rozvést se svou dosavadní ženou. Podle Suetonia prý Crispa, disponujícího značným bohatstvím, kolem roku 47 otrávila. Nové manželství uzavřela v roce 49 s Claudiem, který jí o rok později propůjčil titul Augusta.
Její snahou bylo zajistit synovi Luciovi následnictví, ačkoli Claudius měl vlastního syna Britannika. Dne 25. února 50 Claudius Lucia adoptoval (jeho nové jméno znělo Nero Claudius Caesar Drusus Germanicus) a 4. března 51 ho nechal zvolit předákem mládeže (princeps iuventutis). V téže době bylo po Agrippině pojmenováno její rodiště na Rýně, kde vznikla kolonie veteránů (Colonia Claudia Ara Agrippinensium, zkráceně Colonia Agrippina).
V roce 54 císař Claudius zemřel, podle antických autorů otráven Agrippinou, a Nerona prohlásili císařem. Agrippina patrně doufala, že bude vládnout synovým prostřednictvím, ale Nero se postupně vymaňoval z jejího vlivu. Nakonec mu matčina snaha zasahovat do státních záležitostí začala vadit, a rozhodl se proto ji násilím odstranit. Třikrát se ji pokusil otrávit a utopit, ale bez úspěchu. Dal dokonce postavit loď, jež se měla na moři rozpadnout, Agrippina však dokázala doplavat ke břehu, kde ji vylovila rybářská loď. Život jí to nezachránilo – Nero poslal do jejího domu vrahy, kteří ji zabili.
Jako u většiny příslušníků julsko-klaudijského rodu je obraz Agrippiny ovlivněn antickými autory (především Tacitem a Suetoniem), jejichž informace nedovolují zcela objektivní posouzení. Podle pramenů byla Agrippina rozkazovačná, ovlivňovala lidi kolem sebe, měla ráda drahé věci, a pro svého syna a pro svůj úspěch u dvora byla ochotna udělat cokoli.

## Obraz v umění
- Georg Friedrich Händel: Agrippina, libreto: kardinál Vincenzo Grimani, premiéra 1709